# Ріплі (Іллінойс)
Ріплі (англ. Ripley) — селище (англ. village) в США, в окрузі Браун штату Іллінойс. Населення — 53 особи (2020).

## Географія
Ріплі розташоване за координатами 40°1′31″ пн. ш. 90°38′17″ зх. д. / 40.02528° пн. ш. 90.63806° зх. д. (40.025188, -90.637957).  За даними Бюро перепису населення США в 2010 році селище мало площу 0,98 км², уся площа — суходіл.

## Демографія
Згідно з переписом 2010 року, у селищі мешкало 86 осіб у 37 домогосподарствах у складі 20 родин. Густота населення становила 88 осіб/км².  Було 49 помешкань (50/км²).
Расовий склад населення:
| - 93,0 % — білих |

До двох чи більше рас належало 7,0 %. Частка іспаномовних становила 1,2 % від усіх жителів.
За віковим діапазоном населення розподілялося таким чином: 26,7 % — особи молодші 18 років, 57,0 % — особи у віці 18—64 років, 16,3 % — особи у віці 65 років та старші. Медіана віку мешканця становила 38,7 року. На 100 осіб жіночої статі у селищі припадало 100,0 чоловіків;  на 100 жінок у віці від 18 років та старших — 90,9 чоловіків також старших 18 років.
За межею бідності перебувало 27,7 % осіб, у тому числі 45,5 % дітей у віці до 18 років та 20,0 % осіб у віці 65 років та старших.
Цивільне працевлаштоване населення становило 45 осіб. Основні галузі зайнятості: мистецтво, розваги та відпочинок — 20,0 %, освіта, охорона здоров'я та соціальна допомога — 17,8 %, сільське господарство, лісництво, риболовля — 17,8 %.